# Lipowska-Hütte
Die Lipowska-Hütte (pl. Schronisko PTTK na Hali Lipowskiej) liegt auf einer Höhe von 1262 Metern Höhe in Polen in den Saybuscher Beskiden auf der Alm Hala Lipowska am Osthang des Gipfelbereichs des Lipowski Wierch. Das Gebiet gehört zur Gemeinde Ujsoły. Die Hütte ist nach der Alm Hala Lipowska benannt.

## Geschichte
Die Hütte wurde 1932 in der Nähe der späteren Rysianka-Hütte durch den Beskidenvereins als Dr. Stonawskihütte eröffnet. Während des Zweiten Weltkriegs wurde die Hütte von der Wehrmacht übernommen und von hier wurden die Partisanentätigkeit in den umliegenden Wäldern bekämpft. Der Nero-Befehl zur Sprengung der Hütte kurz vor Rückzug der Wehrmacht wurde nicht ausgeführt. 1946 wurde die Hütte notdürftig restauriert und wieder der Öffentlichkeit zugänglich gemacht. Die Hütte steht seither im Eigentum des PTTK. In den 1970er Jahren wurde die Hütte ausgebaut und erneuert. Sie liegt unweit des Beskidenhauptwanderwegs.

## Touren
Gipfel in der näheren Umgebung der Hütte sind:
- Pilsko (1557 m)
- Romanka (1366 m)
- Palenica (1343 m)
- Lipowski Wierch (1325 m)
- Rysianka (1322 m)